# Sitno (powiat zamojski)
Sitno – wieś w Polsce położona w województwie lubelskim, w powiecie zamojskim, w gminie Sitno. Leży 7 km na północny wschód od Zamościa
| SIMC    | Nazwa    | Rodzaj    |
| ------- | -------- | --------- |
| 0898225 | Podedwór | część wsi |

Wieś jest sołectwem, siedzibą w gminy Sitno. Według Narodowego Spisu Powszechnego z roku 2011 wieś liczyła 1109 mieszkańców.
W latach 1975–1998 miejscowość należała administracyjnie do województwa zamojskiego.
Tradycją w Sitnie są coroczne wystawy zwierząt hodowlanych i maszyn rolniczych.
Przez Sitno przepływa Czarny Potok tworząc ogromny obszar bagienny.
Wierni Kościoła rzymskokatolickiego należą do parafii Podwyższenia Krzyża Świętego w Horyszowie Polskim.

## Historia
W wieku XVI wieś Sitno stanowiła część powiatu zamojskiego. W roku 1564, Sitno z Wolą Sitaniecką w parafii Sitaniec, płaciły pobór od 49 ½ łana, 4 zagrodników, 2 rzeźników; we wsi znajdowała się drewniana cerkiew.
Według Słownika geograficznego Królestwa Polskiego z roku 1889: "Sitno – wieś i folwark, w powiecie zamojskim, gminie Zamość, parafii katolickiej Sitaniec, cerkiew parafialna w miejscu. Wieś odległa od Zamościa 10 wiorst, od stacji pocztowej i telegraficznej w Nowym Zamościu 8 wiorst, od stacji drogi żelaznej w Rejowcu 56 wiorst."
Około roku 1889 wieś posiadała 15 domów dworskich i 133 włościańskich zamieszkałych przez 1073 mieszkańców (w tym 228 wyznania rzymskokatolickiego i 8 żydów). W 1874 roku obszar dworski obejmował 2031 mórg (na co składało się: 864 mórg roli, 882 mórg lasu), z czego włościanie posiadali 1727 mórg. Istniała ponadto osada karczmarska z 1 domem na 3 morgach gruntu. Cerkiew parafialna pw. św. Włodzimierza, wybudowana z drewna, gontem kryta, zbudowana kosztem rządu w 1875 roku, w miejsce starej z roku 1718, niewiadomej erekcji. We wsi była szkoła początkowa.
Właścicielem dominium Sitaniec był Kornel Malczewski, w dobrach pałac piętrowy murowany, piękny ogród owocowo-spacerowy, pasieka, młyn wodny o 2 kamieniach, zbudowany 1862 r. na strumieniach tworzących tu rzeką Łabuńkę. W skład dominium wchodzą także wsie: Ciołki, Kornelówka i Ludwinówka, mające od roku 1874 oddzielne księgi hipoteczne. W latach 1857 do roku 1886 była tu gorzelnia z roczną produkcją na 6134 rubli srebrnych. Według noty słownika gleba urodzajna, a łąki obfite.
W Sitnie od 2012 roku działa Gminny Klub Sportowy „Potok Sitno”.